# Régiment d'infanterie chars de marine
Le régiment d'infanterie chars de marine (RICM) est un régiment blindé français, héritier du régiment d'infanterie coloniale du Maroc.
Créé en juin 1915, puis nommé ainsi en décembre 1958, par le changement de nom du régiment d'infanterie coloniale du Maroc, il fait partie de la composante des troupes de marine et est de spécialité cavalerie légère blindée. Le RICM est le régiment le plus décoré de l'armée française. Il appartient à la 9e brigade d'infanterie de marine (9e BIMa). Depuis juillet 1996, il est basé à Poitiers au Quartier Le Puloch.

## Création et différentes dénominations
- 7 août 1914, création du régiment de marche d'infanterie coloniale,
- 6 septembre 1914, création du régiment mixte d'infanterie coloniale,
- 1er décembre 1914, il devient 1er régiment de marche d'infanterie coloniale,
- 9 juin 1915, création du régiment d'infanterie coloniale du Maroc,
- En mai 1956, par changement d'appellation, il devient le régiment d'infanterie chars de marine.

## Historique des garnisons, combats et batailles du RICM

### Première Guerre mondiale
Jeune régiment, il naît à Rabat au Maroc au début du mois d'août 1914 sous l'appellation de Régiment Mixte d'Infanterie Coloniale. Le 6 septembre 1914 est créé le 1er régiment Mixte d'Infanterie Coloniale. En décembre, il devient le 1er régiment de marche d'infanterie coloniale. 
Le 17 août 1914, il débarque, puis est aussitôt engagé sur le front français au tout début de la Première Guerre mondiale. Le RICM, régiment d'infanterie coloniale du Maroc, est officiellement créé le 9 juin 1915. Comme le souligne Gaston Gras, ancien soldat de ce régiment, le régiment d'infanterie coloniale du Maroc était composé principalement de français originaires de toutes les régions de la France métropolitaine, Gaston Gras parle de Normands, de Bretons, de Parisiens, de Basques et d'Auvergnats, etc. Le régiment d'infanterie coloniale du Maroc n'est donc pas un régiment de tirailleurs. C'est un régiment de l'infanterie coloniale, donc en l'occurrence de l'infanterie de marine française. C'est dans son ouvrage intitulé "Douaumont 24 octobre 1916" que Gaston Gras évoque la composition de son régiment. Toutefois, Gaston Gras indique que pour certaines missions des auxiliaires sénégalais ou somaliens y furent rattachés.
Quatre années durant, le régiment livre des combats qui feront de son emblème le plus décoré de l'armée française avec 10 citations à l'ordre de l'armée.
En octobre 1916, renforcé de tirailleurs sénégalais et somalis, le RICM s’empare du fort de Douaumont. Pour ce fait d'armes, il obtient la Légion d'honneur et sa troisième citation à l'ordre de l'armée :
« Le 24 octobre 1916, renforcé du 43e bataillon sénégalais et de deux compagnies de Somalis, a enlevé d’un admirable élan les premières tranchées allemandes ; a progressé ensuite sous l’énergique commandement du colonel Régnier, brisant successivement la résistance de l’ennemi sur une profondeur de deux kilomètres. Il a inscrit une page glorieuse à son histoire en s’emparant d’un élan irrésistible du fort de Douaumont, et conservant sa conquête malgré les contre-attaques répétées de l’ennemi. »
Au cours de la grande guerre le RICM aura perdu 15 000 marsouins (tués ou blessés) dont 257 officiers.
Son drapeau ne portera pas moins de 10 palmes sur la croix de guerre 14-18, la Légion d'honneur (pour un fait similaire à la prise d'un emblème de haute lutte à l'ennemi qui sera la conquête du fort de Douaumont le 24 octobre 1916), la médaille militaire (le 5 juillet 1919), l'ordre de la Tour et de l'Épée.
Le régiment sera stationné en Rhénanie de 1918 à 1925 avant de rejoindre le Maroc.

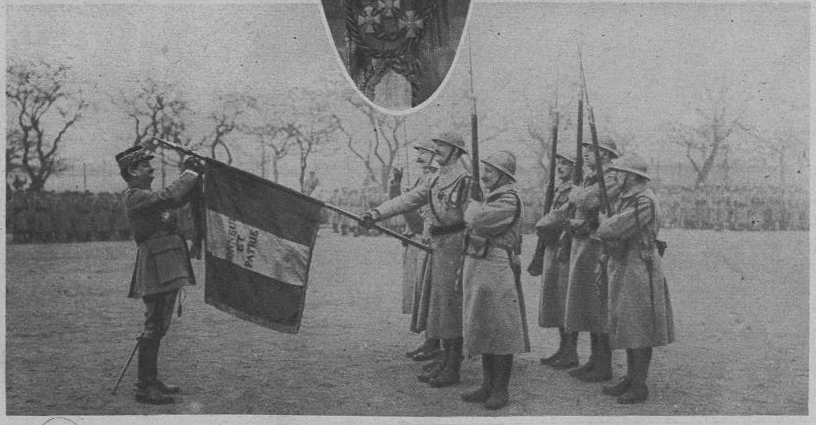
Mangin remettant avec ses dix citations la croix de guerre 1914-1918 avec palmes à Mayence, le 5 février 1919.
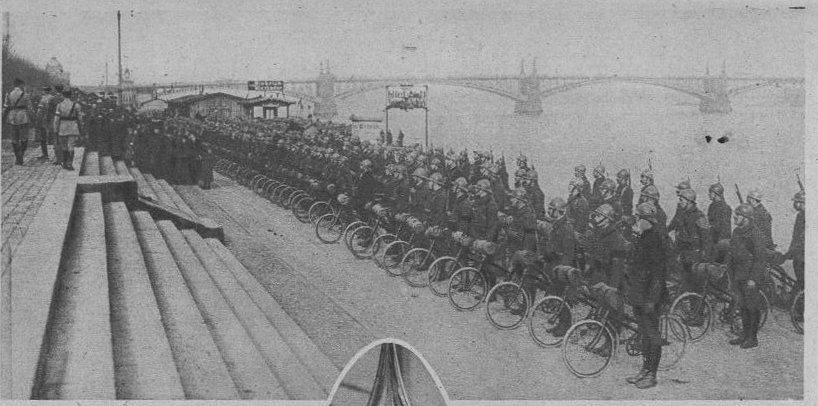
Le RICM reçoit la croix de guerre 1914-1918 avec dix palmes à Mayence, le 5 février 1919.

### Entre-deux-guerres
Il est envoyé au Maroc, dans le Rif tout d'abord entre 1925 à 1926, puis de 1927 à 1932 en opération dans le sud du pays. Durant ces deux années, 94 marsouins (dont 8 officiers) tomberont, 275 seront blessés (dont 7 officiers) ainsi que 10 disparus.
C'est durant cette période que le sultan décerna la croix du mérite militaire chérifien au drapeau.
Le 3e bataillon et le groupe franc du RICM seront décorés de la croix de guerre des TOE (théâtre des opérations extérieures) à l'ordre de l'armée.

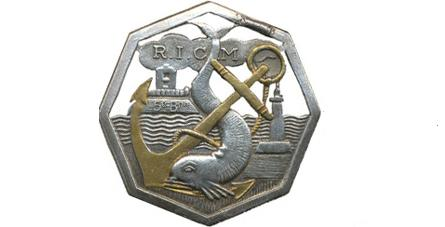
Octogone aux coins arrondis, à un marsouin broché d’une ancre phare sur fond de mer ondulée, RICM.sur nuage. C'était l'insigne du 5e bataillon du régiment d’infanterie coloniale du Maroc.

### Seconde Guerre mondiale
En Charente le 23 juin 1940, le RICM combattait encore à La Hayes-Descartes le 24 juin. Commandé par le colonel Avre, le régiment combattait depuis dix jours et avait perdu beaucoup d'hommes lorsqu'il se trouva à la hauteur de Civray-de-Touraine au sud de l'Esvre, petit affluent de la Creuse. Deux petits détachements, commandés par le lieutenant Stevenson, officier des transmissions, et le capitaine Alfred Loudes (Saint-Cyr promotion Bayard), adjoint au colonel, manœuvrèrent pour défendre le poste de commandement et réussirent à s'emparer de plusieurs engins ennemis. Ces combats lui ont couté 600 tués, blessés ou disparus durant les combats d'Amboise.
Pendant la période d'armistice, en zone libre, le 2e RIC stationne à Perpignan et le 21e RIC à Fréjus, Toulon et Marseille. Le RICM fut reconstitué en majorité par des soldats musulmans marocains en Afrique du Nord, ainsi que le 43e RIC.
Au printemps 1943, la 9e DIC fut mise au point par le général Roger Blaizot et son régiment de reconnaissance fut le fameux RICM de Rabat, lorsque fin avril elle embarqua pour la Corse. C'était une formation solide qui allait entrer en lice. Le 17 juin 1944, elle partit à la conquête de l'île d'Elbe et ce coup d'essai fut concluant. Deux mois plus tard, c'était le débarquement de Provence à La Nartelle, la chute de Toulon, puis le regroupement à Vierzon.
Le RICM est le premier à atteindre le Rhin, l'aspirant Delayen trempe le fanion de son escadron à Rosenau le 20 novembre 1944. Fin novembre, le RICM monte à Mulhouse. La 9e DIC s'empare de près de deux cents villes ou villages, parcourant environ trois cents kilomètres, anéantissant cinq divisions allemandes.
La campagne de la libération coûte au RICM 54 marsouins (dont 2 officiers), 143 blessés (dont 6 officiers).
Deux citations à l'ordre de l'armée viennent alourdir la cravate de son drapeau.
Une décoration américaine, la Distinguished Unit lui est décernée avec le droit au port permanent pour l'excellence de son comportement lors des combats dans la trouée de Belfort, accompagné de la Distinguished Unit streamer (flamme bleue portant l'inscription en lettre d'or "Rosenau") Mulhouse, et Seppois-le-Bas.

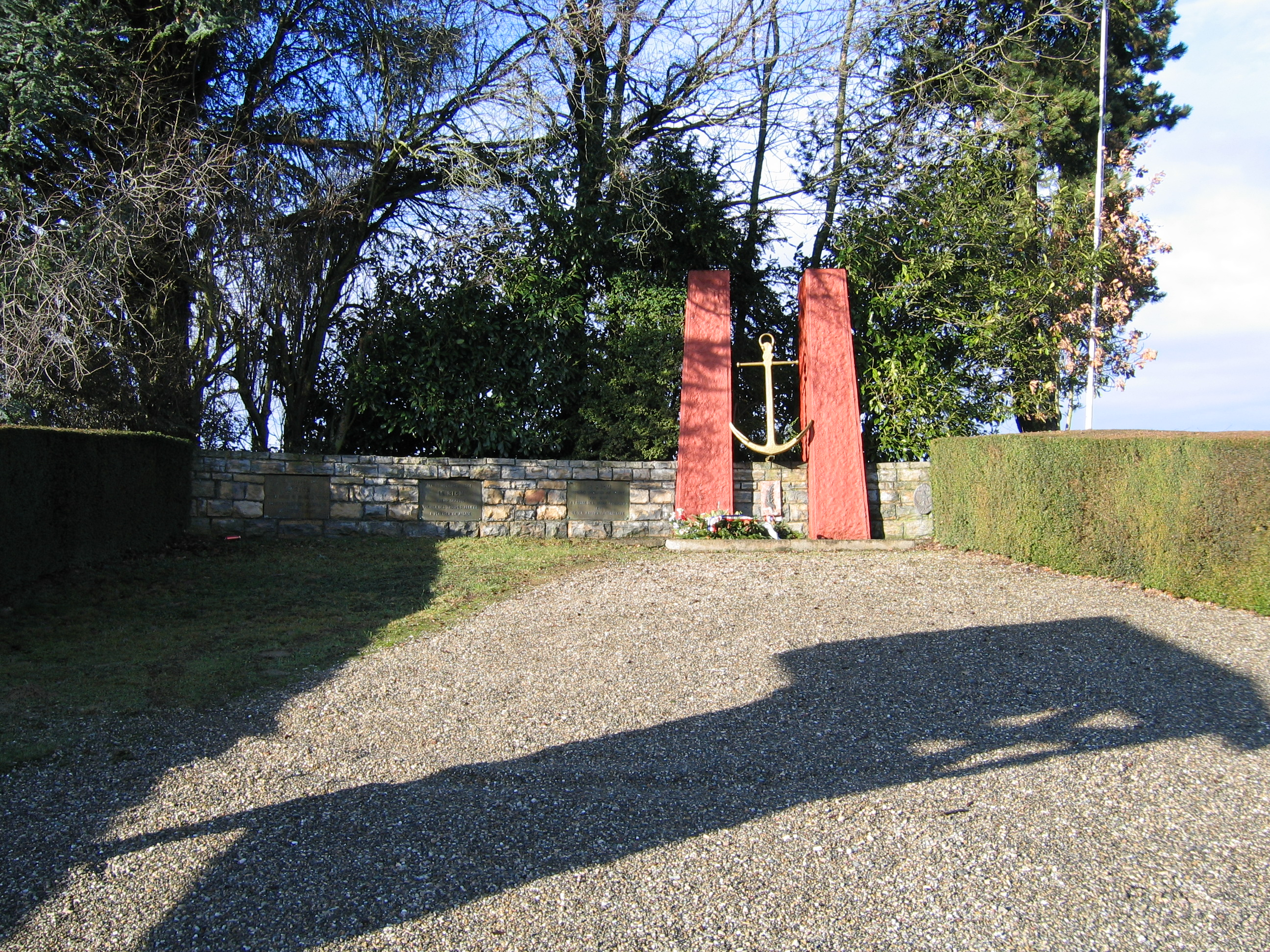
Monument du RICM à Seppois-le-Bas (Haut-Rhin - France).
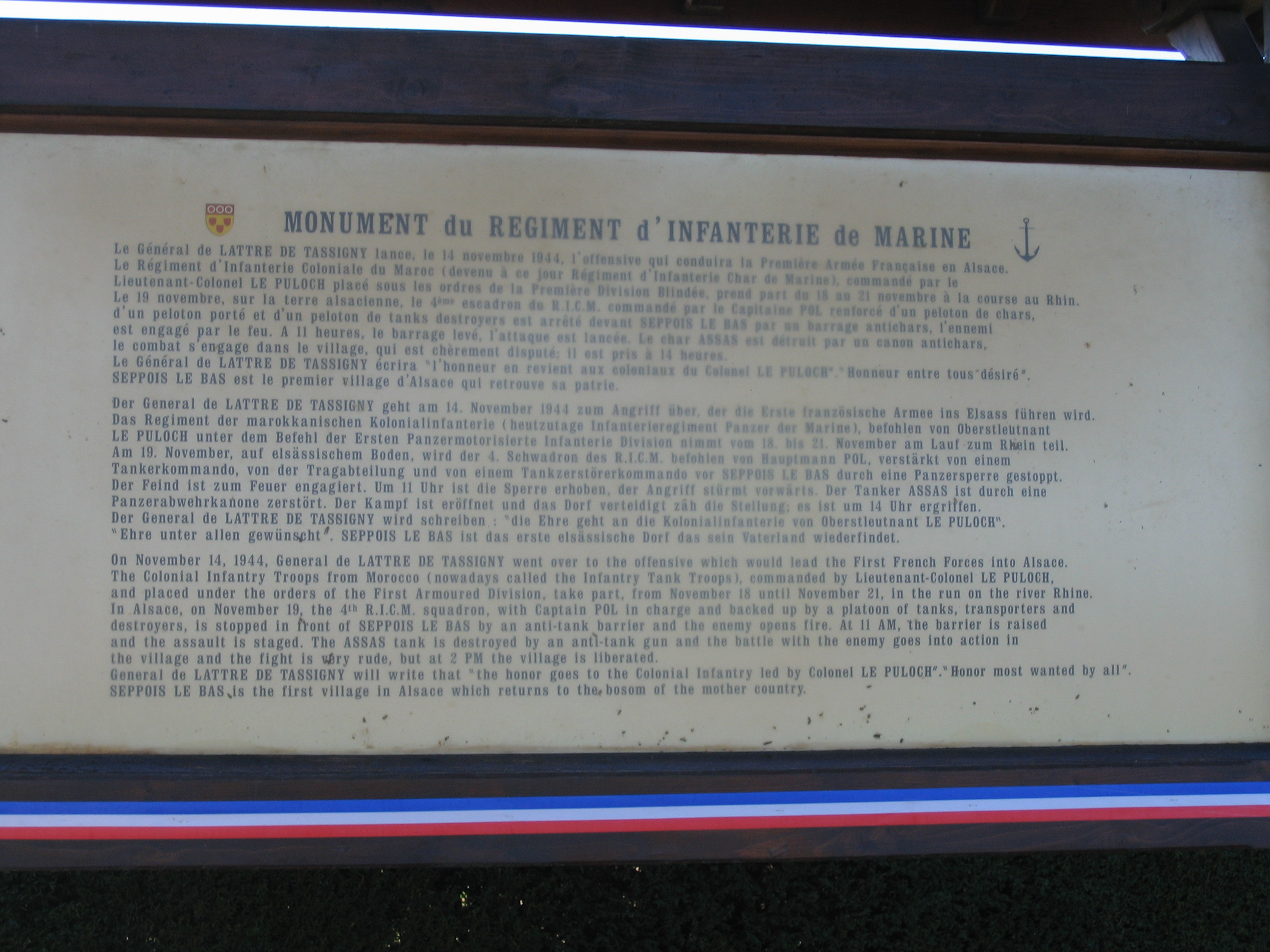
Le panneau d'information au monument du RICM à Seppois-le-Bas.

### Guerre d'Indochine
Le 4 novembre 1945, les premiers éléments du régiment arrivent à Saïgon. Dès le 6 novembre, le régiment subit sa première perte en terre indochinoise.
Le RICM sera quasiment de toutes les opérations : opération Gaur (1946), opérations de contrôle en Cochinchine et Sud Annam (1946 à 1947), au Cambodge (1946 à 1947), au Tonkin (1946 à 1947, opération Léa (Lang-Son, Cao-Bang, Bac-Kan), Haute région (février 1948 à février 1951), opérations dans le Delta (janvier 1948 à février 1951), le Tonkin (1952-1954), Dien Bien Phû (pour le 2e peloton du 1er escadron) et mènera les derniers combats jusqu'en juillet 1954.

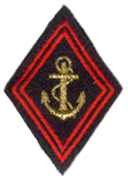
Insigne de bras gauche de l'infanterie de marine, avec l'ancre, modèle homme du rang (ancre dorée et losanges rouge).

Le groupement blindé du Tonkin sera décoré également à l'ordre de l'armée tout comme le 1er, le 4e escadron, l'escadron de vedettes (celui-ci sera également décoré à l'ordre de l'armée de mer) ainsi que le groupe d'escadrons de marche.
Une citation à l'ordre du corps d'armée viendra honorer également les 2e, 3e, 5e(2 fois cité à ce niveau), le bataillon de marche du RICM, le groupe d'escadrons de marche du RICM ainsi que le 2e peloton du 1er escadron.
Enfin le 4e escadron recevra également une citation à l'ordre de la division.
Au total 15 citations sur la TOE seront décernées à des unités du RICM durant cette guerre, et 5 citations à l'ordre de l'armée sur la croix de guerre TOE seront décernées au drapeau du régiment avec attribution de la fourragère de la TOE aux couleurs de la médaille militaire.
Elle aura coûté 1 300 marsouins (dont 57 officiers et 167 sous-officiers tués ou blessés).
En 1993, le président François Mitterrand inaugure à Fréjus un mémorial des guerres en Indochine.

### Guerre d'Algérie
En mai 1956, le régiment d'infanterie coloniale du Maroc (RICM) rejoint l'Algérie. En 1958, alors que les troupes coloniales redeviennent « troupes de marine », il garde ses initiales en souvenir de ses faits d'armes. Il devient alors le régiment d'infanterie chars de marine.
En 1958, le RICM est la seconde unité des TDM (troupes de marine) à combattre sur blindés légers, la première unité ayant été le Régiment colonial de chasseurs de chars, créée par le général De Lattre De Tassigny, en 1944, devenue, en 1958, le 1er régiment blindé de l'infanterie de marine (1er RBIMa).
En 1986, le 1er RIMa devient la troisième unité blindée des T.D.M.
Les cadres du RICM et du 1er Rima sont formés à l'École d'application de la cavalerie à Saumur.
À l'issue du cessez-le-feu en Algérie du 19 mars 1962, 114 unités de la force locale de l'ordre algérienne ont été créés dans toute l'Algérie. Elles furent constitués de 10 % de militaires français de métropole et 90 % de militaires algériens musulmans, qui pendant la période transitoire devaient être au service de l'exécutif provisoire Algérien, jusqu'à l'indépendance de l'Algérie (source archives historiques du ministère de la Défense). Le RICM a constitué la 513e unité de la force locale de l'ordre Algérienne pour la période transitoire (accords d'Évian).

### Le retour en garnison en métropole
Il est cantonné à Vannes de 1963 à 1996, et à Poitiers depuis septembre 1996.

### Missions extérieures
En 1978 et 1979, le RICM participe à l'opération Tacaud au Tchad. En avril 1978 deux marsouins sont tués, ainsi que plusieurs blessés à la bataille de Salal, le premier combat de cette opération. En octobre de la même année, c'est l'accrochage de "Forchana" puis le 4 novembre l'engagement de « Katafa » : quatre militaires sont très sérieusement touchés. À la mi-décembre le combat de Foundouck verra différents personnels engagés atteints gravement. Au début de l'année 1979, le 5 mars, c'est l'assaut d'Abéché, l'offensive des rebelles d'Ahmat Acyl échoue et la colonne est anéantie par le groupement français et les FAN, un marsouin du 1er escadron sera tué, plusieurs blessés. Le bilan est de plus de 400 rebelles tués (800 armes et 50 véhicules saisis) par les FAN et le groupement français composé du Ier RICM et d'unités du 3e RIMa et du 11e Rama. Par la suite, plusieurs pelotons seront détachés dans la capitale afin d'éviter des affrontements inter-ethniques. Au cours de tous ces combats de lourdes pertes seront infligées aux forces rebelles et un nombreux matériels (armes et véhicules) récupéré ou détruit.
Parallèlement de mars à septembre 1978 le 1er escadron fait partie du premier détachement de la Force intérimaire des Nations unies au Liban au sein du groupement du 3e RPIMa. Lors des accrochages contre certaines factions palestiniennes du 2 mai 1978, un marsouin sera tué et plusieurs seront blessés gravement.
Une citation à l'ordre de l'armée sera attribuée en octobre 1978 au RICM pour ses engagements au Liban et au Tchad en 1978.
Fin 1979 c'est l'opération Barracuda qui permet l'éviction à la tête de la République centrafricaine de l'empereur Bokassa, puis l'installation des éléments « Tacaud » quittant le Tchad à Bouar et Bangui. Lors de ces évènements les commandants d'unités furent : (1er escadron : capitaine Delort, 2e escadron : capitaine Clerc puis capitaine de Zuchowicz, 3e escadron : capitaine Sirot).
Par la décision no  118 du 25 octobre 1978, les actions menées par le régiment au profit d'un pays lié à la France par des accords de coopération et pour celles au profit de la Force intérimaire des Nations unies au Liban se voient récompensées par l'attribution d'une 18e citation à l'Ordre de l'Armée; le 1er escadron est détaché au profit de la Force multinationale de sécurité à Beyrouth en 1982.
En 1990 et 1991, il intervient dans l'opération Salamandre puis dans la phase active de la guerre du Koweït (1990-1991), guerre du Golfe (1er escadron capitaine de Kersabiec ; 2eme escadron capitaine de revel).
En 1992, il fournit le noyau du premier frenchbat (bataillon français) de Sarajevo, à partir du RICM renforcé de la 1re compagnie du 2e RIMa en ex-Yougoslavie, où il perd 4 hommes, et s'illustre notamment lors du combat du pont de Vrbanja à Sarajevo, le 27 mai 1995. Le régiment sera engagé de 1992 à 2000 lors de différents mandats.
En 1994, il est engagé dans l'opération Turquoise au Rwanda.
En 1997, opération Alba au pays des aigles (Albanie).
À partir de 2003 début de la participation du RICM à l'opération Licorne, en Côte d'Ivoire.
En 2004, le RICM prend la tête du Groupement Tactique Interarmes No 1 de l'opération Licorne en Côte d'Ivoire. Le 6 novembre, un bombardement mené par l'aviation ivoirienne sur le lycée Descartes à Bouaké tue neuf soldats français et un civil américain réfugié sur cette emprise occupée par le Train de Combat No 2 du groupement. Cinq marsouins du RICM seront tués (adjudant-chef Barathieu, adjudant-chef Capdeville, sergent-chef Delon, sergent Derambure, caporal Decuypère) et une trentaine d'autres blessés.
En 2008, la crise du DARFOUR : participation du régiment à la mission de l'EUFOR.
En 2011, Afghanistan : le 2e escadron est déployé dans le district de SUROBI sur la Cop hutnik. Le 8 janvier 2011, le caporal-chef Guinaud Hervé est tué en fin de journée en vallée de la Kapisa. Il est le 53e soldat français mort en Afghanistan. Durant l'intervention française en Afghanistan, le régiment enverra des détachements de marsouins afin de former l'armée nationale afghane dans le cadre des OMLT.
En 2013, l'opération Serval : le 3e escadron du RICM est engagé lors de l'opération Serval avec ses AMX10RC sous les ordres du capitaine Peris.
En septembre 2013, opération Daman XX, Liban : le régiment, sous commandement du colonel Mizon, est engagé au sud Liban sous mandat de la FINUL.
En 2014, opération Sangaris Centre-Afrique : le régiment est engagé avec un peloton roue canon en auto relève sur toute l'année 2014 en République Centre Africaine. Le 23 février 2014, le caporal chef Damien Dolet trouvera la mort lors d'une mission, à proximité de BOUAR.
En 2015-2016, opération Barkhane : Le régiment forme le GPD-6E, le groupement tactique désert entre le Tchad et le Niger. Il engage un EMT, le 1er escadron, le 4e escadron et l'ECL. Parallèlement, le 3e escadron est engagé sur le fuseau ouest au Mali.
En 2017, opération Barkane Mali : sous le commandement du colonel Jaminet, le régiment est engagé entre Tombouctou, Gao, Ansongo, et la zone des Trois frontières.
En 2019, opération Daman XXXIII au sud Liban : engagé sous les ordres du colonel PIEAU, au sud Liban sous mandat de la FINUL, le RICM forme l'ossature de la FCR.
En 2021, opération Barkhane Mali : le régiment, sous les ordres du colonel CAMUS, est engagé à Gossi avec 300 marsouins et forme le GTD-IPC (le groupement tactique désert intervention des partenariats de combat).
En 2023 : le régiment recevra ses premiers Jaguar, en remplacement des AMX 10 RC, dans le cadre du plan Scorpion.
En 2023, opération Daman XLV au sud Liban : engagé sous les ordres du colonel Delcourt, au sud Liban sous mandat de la FINUL, le RICM forme l'ossature de la FCR.

## Traditions
Au nom de Dieu, vive la coloniale. Les marsouins et les bigors ont pour saint patron Dieu lui-même. À l'origine de cette expression, Charles de Foucauld, missionnaire, qui, un jour qu'il était en difficulté avec une population autochtone vit arriver à son secours les unités coloniales. Il s'exclama heureux « Au nom de Dieu, vive la coloniale ! », soulagé de voir ses sauveurs. La fête de la composante (et non pas de l’arme qu’elle n’est pas) des troupes de marine a lieu le 31 août et le 1er septembre, anniversaire de la bataille de Bazeilles (division bleue). Le 31 août est l'occasion du rassemblement de l'ensemble des unités à Fréjus où l'on trouve le Musée des troupes de marine. Le 1er septembre, les amicales d'anciens combattants organisent la cérémonie à Bazeilles dans les Ardennes.

### Devise
Latine, « Recedit immortalis certamine magno ». Ce qui signifie en français : « Il revint immortel de la grande bataille ». Cette devise rappelle la participation du régiment à la reprise de Douaumont en 1916, et la première lettre de chaque mot forme l'acronyme du régiment : RICM.

### Insigne
- Régiment d'Infanterie et de Chars de Marine. Fabricant Drago, référence G 1933. Ovale à une ancre brochée d’une étoile verte et rouge.

Inscriptions « Douaumont 1916 et Mulhouse 1944 ».
- Régiment d’Infanterie coloniale du Maroc. Fabricant A.B.P.D., référence co29001370. Ovale à une ancre brochée d’une étoile bleue, à 6 branches, éclat d’émail.

Inscriptions « Douaumont » et « RICM ».

### Drapeau
Il porte, cousues en lettres d'or dans ses plis, les inscriptions suivantes,:

### Décorations

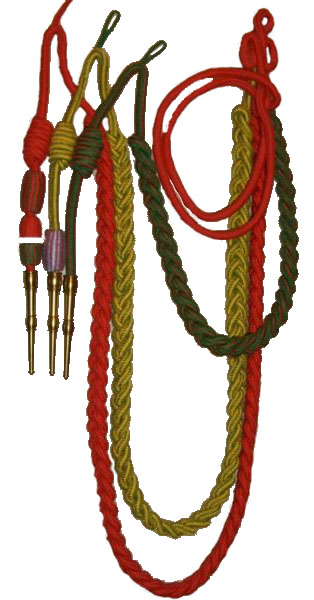
Fourragères portées par les militaires du RICM.

Le RICM est le régiment le plus décoré de l'Armée de terre française. Son drapeau porte :
- la croix de la Légion d'honneur[9] ;
- la médaille militaire ;
- la croix de guerre 1914-1918 avec dix palmes ;
- la croix de guerre 1939-1945 avec deux palmes ;
- la croix de guerre des Théâtres d'opérations extérieures avec cinq palmes ;
- la croix de la valeur militaire avec deux palmes et une citation à l'ordre de la brigade : la première palme a été remise rétroactivement le 31 août 2012 pour la citation à l'ordre de l'armée obtenue en 1978 au Tchad (18e citation), une seconde palme a été remise rétroactivement le 4 mai 2013 pour l'engagement du RICM en République de Côte d'Ivoire en 2004 (19e citation) ; la citation à l'ordre de la brigade a été remise le 7 juillet 2022 pour son engagement lors de l'opération Sangaris (20e citation).
- l'ordre portugais de la Tour et de l'Epée ;

- le mérite militaire Chérifien ;
- la flamme bleue de la Presidential Unit Citation américaine avec inscription « Rosenau ».

Les marsouins du RICM portent :
- la fourragère double aux couleurs de la Légion d'honneur et de la croix de guerre (récompensant ses dix citations à l'ordre de l'armée pendant la Première Guerre mondiale), avec une olive aux couleurs de la croix de guerre 1939-1945 (récompensant ses deux citations pendant la Seconde Guerre mondiale) ;
- la fourragère aux couleurs de la médaille militaire avec olive aux couleurs de la croix de guerre des TOE (récompensant ses cinq citations lors des conflits extérieurs) ;

- le Blue badge ou Distinguished Unit Citation (Presidential Unit Citation à partir du 10 janvier 1957) américain avec inscription Rosenau sur la cravate du drapeau.

Le drapeau du RICM est le plus décoré de tous les drapeaux de l'Armée française. Le régiment a obtenu sa 20e citation (à l'ordre de la brigade en 2022 pour ses actions en Centre Afrique).

## Chefs de corps

### Régiment d'infanterie coloniale du Maroc
- Lieutenant-colonel Pernot : 1914
- Lieutenant-colonel Larroque : 1914-1915
- Lieutenant-colonel Régnier : 1915-1917
- Lieutenant-colonel Debailleul : 1917-1918
- Lieutenant-colonel Modat : 1918-1918
- Lieutenant-colonel Ozil : 1919
- Colonel Mouveaux : 1919-1922
- Colonel Duplat : 1922-1924
- Colonel Barbassat : 1924-1927
- Lieutenant-colonel de Scheidhauer : 1927-1930
- Colonel de Bazelaire de Ruppierre : 1930-1932
- Colonel Petitjean : 1932-1933
- Colonel Deslaurens : 1933-1935
- Colonel Allut : 1935-1938
- Colonel Turquin : 1938
- Colonel Avre : 1940
- Colonel Panis : 1940
- Colonel Lupy : 1940-1941
- Lieutenant-colonel Kieffer : 1941-1942
- Lieutenant-colonel Magnan : 1942 *
- Lieutenant-colonel Hebpeard : 1942
- Colonel Thiabaud : 1942-1943
- Colonel Le Puloch : 1943-1945 **
- Colonel de Brébisson : 1945-1946
- Chef de bataillon de La Brosse : 1946-1947
- Chef de bataillon Deysson : 1947
- Lieutenant-colonel Mareuge : 1947-1949
- Lieutenant-colonel Capber : 1949-1950
- Lieutenant-colonel de La Brosse : 1950-1952
- Chef de bataillon Lacour : 1952
- Lieutenant-colonel Maurel : 1952-1954
- Lieutenant-colonel Thiers : 1954-1956
- Lieutenant-colonel Cochet : 1956
- Colonel Thiers : 1956-1957
- Colonel Cochet : 1957-1958

### Régiment d'infanterie chars de marine
- Colonel Deysson : 1958-1959 *
- Lieutenant-colonel Kerourio : 1959
- Lieutenant-colonel de Gouvion-Saint-Cyr : 1959-1961
- Lieutenant-colonel Kerourio : 1961
- Lieutenant-colonel Dercourt : 1961-1963
- Colonel Routier : 1963-1964
- Colonel Pascal : 1964-1966
- Colonel Duval : 1966-1968 * inspecteur des forces extérieures et inspecteur des troupes de marine
- Colonel Pierre : 1968-1970
- Colonel Hiliquin : 1970-1972
- Colonel Garen : 1972-1974
- Lieutenant-colonel Fouilland : 1974-1976
- Colonel Gibour : 1976-1978
- Lieutenant-colonel Leroy : 1978-1980
- Lieutenant-colonel Collignon * : 1980-1982
- Colonel Lagane : 1982-1984
- Lieutenant-colonel Boutin : 1984-1986
- Colonel Jean-Michel de Widerspach-Thor : 1986-1988 *
- Colonel Henri Bentégeat : 1988-1990 ***
- Colonel Xavier de Zuchowicz : 1990-1992 **
- Colonel Patrice Sartre : 1992-1994 *
- Colonel Erik Sandahl : 1994-1996
- Colonel Pierre-Richard Kohn : 1996-1998 *
- Colonel Arnaud Rives : 1998-2000 *
- Colonel Dominique Artur : 2000-2002 *
- Colonel Éric Bonnemaison : 2002-2004 *
- Colonel Patrick Destremau : 2004-2006 **
- Colonel Frédéric Garnier : 2006-2008 *
- Colonel François Labuze : 2008-2010 *
- Colonel Marc Conruyt : 2010-2012 **
- Colonel Loīc Mizon : 2012-2014 **[10]
- Colonel Étienne du Peyroux : 2014-2016 *
- Colonel François-Régis Jaminet : 2016-2018 *
- Colonel Thomas Pieau : 2018-2020
- Colonel Serge Camus : 2020-2022
- Colonel Jean-Hugues Delcourt : 2022-2024
- Colonel Geoffrey de Hauteclocque : 2024-

(*) Officier qui devint par la suite général

(**) Officier qui devint par la suite général de corps d'armée.

(***) officier qui devint par la suite général d'armée

## Le régiment aujourd’hui

### Composition
Le RICM avait un effectif, en 2022, de 1 000 personnes dont 200 réservistes réparties en :
- Trois escadrons de combat dotés de blindés à roues équipés d'un canon de 105 mm (AMX 10 RCR) :
  - 1er escadron « Les sangliers », devenu « les phacos » à la suite des campagnes africaines
  - 2e escadron « Les bucentaures »
  - 3e escadron « Les coqs »
- Un escadron de reconnaissance et d'intervention:
  - 4e escadron « Les mustangs »
- Un escadron de commandement et de logistique « Les cornacs »
- Un escadron de réserve (7e escadron « Les dragons » héritiers de l'escadron « vedettes » constitué en Indochine).

### Matériels

#### Véhicules
- 48 AMX 10 RC
- 32 VBL
- 30 VAB
- VT4
- MAASTECH
- P4
- Ford Ranger

#### Armement
- HK 416 - Fusil d'assaut, calibre 5,56 mm OTAN
- HK 417 - Fusil de précision, calibre 7,62 mm
- SCAR H PR - Fusil de précision, calibre 7,62 mm
- FA-MAS F1 - Fusil d'assaut, calibre 5,56 mm OTAN
- AANF1 - Mitrailleuse légère, calibre 7,62 mm
- MAG 58 - Mitrailleuse légère, calibre 7,62 mm
- Minimi - Mitrailleuse légère, calibre 7,62 mm
- MILAN - Missile Léger Antichars, calibre 103 / 115 mm
- MMP - Missile Moyenne Portée, calibre 68 / 117 mm

### Subordinations
Le régiment est subordonné à la 9e brigade d'infanterie de marine de la 1re division.

## Personnalités ayant servi ce régiment

### Compagnons de la Libération
- Pierre Poletti (1894-1971)
- Raphaël Folliot (1896-1979), chef du groupe franc du régiment colonial du Maroc en 1930
- Henri Muller (1900-1944)
- Albert Marty (1907-1984)
- Joseph Domenget (1908-1944)
- Pierre Delsol (1909-1987)
- Louis Gautheron (1915-1988)
- Toussaint Gozzi (1919-1946)
- Rodolphe Jaeger (1920-1944)
- Sigismond Blednicki (1920-1995)

### Autres personnalités
- Joost Van Vollenhoven (1877-1918)
- César Méléra (1884-1918), sous-officier au régiment novembre 1915 à septembre 1918. Son nom est inscrit au Panthéon parmi les 560 écrivains morts au combat pendant la Première Guerre mondiale
- Jean-Louis Delayen (1921-2002), général français
- Louis Le Puloch (1904-1976] chef d'état major de l'armée de terre de 1960 à 1965
- Henri Bentégeat (né en 1946) chef d'état major des armées de 2002 à 2006

## Hommages
- À La Bussière, une place est baptisée en l'honneur du régiment[11].
- À Aix-en-Provence, une rue est nommée en l'honneur du régiment[12].

## Sources et bibliographie
- Il revint immortel de la grande bataille", René Germain, 2007, éditions Italiques
- Dans la bataille ou la tempête : Jonques armées et vedettes fluviales du RICM. Auteur : Georges Ducrocq | Georges Goret | Michel Lesourd | Pierre de Tonquédec. Préface : M. le colonel François Labuze. Parution : 06/2009. Éditeur : Lavauzelle, Panazol, France
- Erwan Bergot, La coloniale du Rif au Tchad 1925-1980, imprimé en France : décembre 1982, no   d'éditeur 7576, no   d'imprimeur 31129, sur les presses de l'imprimerie Hérissey.
- Aux rendez-vous de la gloire, conçu et réalisé par Philippe Cart-Tanneur avec des photographies de Patrick Garrouste
- Le Valet de cœur et la dame de pique, Lettre du monde, 1990, Jacques Duroyon